# Latineosus
Latineosus is een geslacht van haften (Ephemeroptera) uit de familie Caenidae.

## Soorten
Het geslacht Latineosus omvat de volgende soorten:
- Latineosus cayo
- Latineosus cibola
- Latineosus colombianus